# Lista orașelor și comunelor din Renania de Nord-Westfalia
În landul federal Renania de Nord - Westfalia din Germania există:
- 396 de localități, printre care:
  - 267 orașe, din care 
    - 22 orașe cu statut de district urban (în germană: Kreisfreie Stadt)
    - 245 orașe care aparțin de districte rurale

  - 129 comune

## Districte urbane - 23
| 1. Aachen (AC) 2. Bielefeld (BI) 3. Bochum (BO) 4. Bonn (BN) 5. Bottrop (BOT) 6. Dortmund (DO) 7. Duisburg (DU) 8. Düsseldorf (D) | 1. Essen (E) 2. Gelsenkirchen (GE) 3. Hagen (HA) 4. Hamm (HAM) 5. Herne (HER) 6. Köln (K) 7. Krefeld (KR) 8. Leverkusen (LEV) | 1. Mönchengladbach (MG) 2. Mülheim an der Ruhr (MH) 3. Münster (MS) 4. Oberhausen (OB) 5. Remscheid (RS) 6. Solingen (SG) 7. Wuppertal (W) |

## Orașe și comune sub 25.000 locuitori
| - Aldenhoven - Alfter - Alpen - Altenbeken - Altenberge - Anröchte - Ascheberg - Attendorn, Stadt** - Augustdorf - Bad Berleburg, Stadt - Bad Driburg, Stadt - Bad Laasphe, Stadt - Bad Lippspringe, Stadt - Bad Münstereifel, Stadt - Bad Sassendorf - Bad Wünnenberg, Stadt - Balve, Stadt - Barntrup, Stadt - Bedburg, Stadt - Bedburg-Hau - Beelen - Bergneustadt, Stadt - Bestwig - Beverungen, Stadt - Billerbeck, Stadt - Blankenheim - Blomberg, Stadt - Bönen - Borchen - Borgentreich, Stadt - Borgholzhausen, Stadt - Brakel, Stadt - Breckerfeld, Stadt - Brüggen - Burbach - Büren, Stadt - Burscheid, Stadt - Dahlem - Dörentrup - Drensteinfurt, Stadt - Drolshagen, Stadt - Eitorf - Elsdorf - Engelskirchen - Enger, Stadt - Ennigerloh, Stadt - Ense - Erndtebrück - Erwitte, Stadt - Eslohe (Sauerland) - Everswinkel - Extertal - Finnentrop - Freudenberg, Stadt - Fröndenberg/Ruhr, Stadt - Gangelt - Gescher, Stadt - Geseke, Stadt - Grefrath - Halle (Westf.), Stadt - Hallenberg, Stadt - Halver, Stadt - Harsewinkel, Stadt - Havixbeck - Heek - Heiden - Heimbach, Stadt - Hellenthal - Herscheid - Herzebrock-Clarholz - Hiddenhausen - Hilchenbach,Stadt | - Hille - Holzwickede - Hopsten - Horn-Bad Meinberg, Stadt - Hörstel, Stadt - Horstmar, Stadt - Hövelhof - Hückeswagen, Stadt - Hüllhorst - Hünxe - Hürtgenwald - Inden - Isselburg, Stadt - Issum - Jüchen - Kalkar, Stadt - Kall - Kalletal - Kerken - Kierspe, Stadt - Kirchhundem - Kirchlengern - Kranenburg - Kreuzau - Kürten - Ladbergen - Laer - Langenberg - Langerwehe - Legden - Lengerich, Stadt - Leopoldshöhe - Lichtenau, Stadt - Lienen - Lindlar - Linnich, Stadt - Lippetal - Lotte - Lüdinghausen, Stadt - Lügde, Stadt - Marienheide - Marienmünster, Stadt - Marsberg, Stadt - Medebach, Stadt - Meinerzhagen, Stadt - Merzenich - Metelen - Mettingen - Möhnesee - Monschau, Stadt - Morsbach - Much - Nachrodt-Wiblingwerde - Nettersheim - Neuenkirchen - Neuenrade, Stadt - Neunkirchen - Neunkirchen-Seelscheid - Nideggen, Stadt - Niederkrüchten - Niederzier - Nieheim, Stadt - Nordkirchen - Nordwalde - Nörvenich - Nottuln - Nümbrecht - Ochtrup, Stadt - Odenthal - Oerlinghausen, Stadt - Olfen, Stadt - Olsberg, Stadt | - Ostbevern - Preußisch Oldendorf, Stadt - Raesfeld - Rahden, Stadt - Recke - Rees, Stadt - Reichshof - Reken - Rhede, Stadt - Rheurdt - Rödinghausen - Roetgen - Rommerskirchen - Rosendahl - Ruppichteroth - Rüthen, Stadt - Saerbeck - Salzkotten, Stadt - Sassenberg, Stadt - Schalksmühle - Schermbeck - Schieder-Schwalenberg, Stadt - Schlangen - Schleiden, Stadt - Schöppingen - Schwalmtal - Selfkant - Senden - Sendenhorst, Stadt - Simmerath - Sonsbeck - Spenge, Stadt - Stadtlohn, Stadt - Steinhagen - Steinheim, Stadt - Stemwede - Straelen, Stadt - Südlohn - Swisttal - Tecklenburg, Stadt - Telgte, Stadt - Titz - Übach-Palenberg, Stadt** - Uedem - Velen - Verl - Versmold, Stadt - Vettweiß - Vlotho, Stadt - Vreden, Stadt - Wachtberg - Wachtendonk - Wadersloh - Waldbröl, Stadt - Waldfeucht - Warburg, Stadt - Wassenberg, Stadt - Weeze - Weilerswist - Welver - Wenden - Werther (Westf.), Stadt - Westerkappeln - Wettringen - Wickede (Ruhr) - Willebadessen, Stadt - Wilnsdorf - Windeck - Winterberg, Stadt - Xanten, Stadt - Zülpich, Stadt |

## Orașe și comune între 25.000 - 60.000 locuitori
| - Ahaus - Ahlen - Alsdorf - Altena* - Bad Honnef - Bad Oeynhausen - Bad Salzuflen - Baesweiler - Beckum - Bergkamen - Borken - Bornheim - Brilon - Brühl - Bünde - Coesfeld - Datteln - Delbrück - Dülmen - Emmerich am Rhein - Emsdetten - Ennepetal - Erftstadt - Erkelenz - Erkrath - Eschweiler - Espelkamp - Euskirchen - Frechen - Geilenkirchen - Geldern - Gevelsberg - Goch - Greven - Gronau (Westf.) - Gummersbach - Haan - Haltern am See - Hamminkeln - Hattingen - Heiligenhaus - Heinsberg | - Hemer - Hennef (Sieg) - Herdecke - Herzogenrath - Hilden - Höxter - Hückelhoven - Hürth - Ibbenbüren - Jülich - Kaarst - Kamen - Kamp-Lintfort - Kempen - Kevelaer - Kleve - Königswinter - Korschenbroich - Kreuztal - Lage - Langenfeld (Rheinland) - Leichlingen - Lemgo - Lennestadt - Lohmar - Löhne - Lübbecke - Mechernich - Meckenheim - Meerbusch - Menden (Sauerland) - Meschede - Mettmann - Monheim am Rhein - Netphen - Nettetal - Neukirchen-Vluyn - Niederkassel - Oelde - Oer-Erkenschwick - Olpe | - Overath - Petershagen - Plettenberg - Porta Westfalica - Pulheim - Radevormwald - Rheda-Wiedenbrück - Rheinbach - Rheinberg - Rietberg - Rösrath - Sankt Augustin - Schloß Holte-Stukenbrock - Schmallenberg - Schwelm - Schwerte - Selm - Siegburg - Soest - Sprockhövel - Steinfurt - Stolberg (Renania) - Sundern (Sauerland) - Tönisvorst - Voerde (Niederrhein) - Waltrop - Warendorf - Warstein - Wegberg - Werdohl* - Werl - Wermelskirchen - Werne - Wesseling - Wetter (Ruhr) - Wiehl - Willich - Wipperfürth - Wülfrath - Würselen |

## Orașe și comune peste 60.000 locuitori
| - Arnsberg - Bergheim - Bergisch Gladbach - Bocholt - Castrop-Rauxel - Detmold - Dinslaken - Dormagen - Dorsten - Düren - Gladbeck - Grevenbroich | - Gütersloh - Herford - Herten - Iserlohn - Kerpen - Lippstadt - Lüdenscheid - Lünen - Marl - Minden - Moers - Neuss | - Paderborn - Ratingen - Recklinghausen - Rheine - Siegen - Troisdorf - Unna - Velbert - Viersen - Wesel - Witten |